# Margie Eugene-Richard
Margie Eugene-Richard (nascida em 1941 ou 1942) é uma activista ambiental afro-americana. Richard cresceu no bairro de Old Diamond em Norco, Louisiana, no meio do " Vale do Cancro ". Ela foi a primeira afro-americana a ganhar o Prémio Ambiental Goldman em 2004 pela sua campanha bem-sucedida para realojar pessoas que viviam em uma comunidade próxima a uma fábrica de produtos químicos em Norco, Louisiana.
"Margie acredita na comunidade que lidera o seu próprio caminho", disse o Dr. Beverly Wright, director do Deep South Center for Environmental Justice. Mas, como Richard reconhece, a comunidade é algo evasivo na Nova Orleans pós-Katrina. "Não vou bater nas portas", diz ela, "porque não há portas."